# Bungehuis

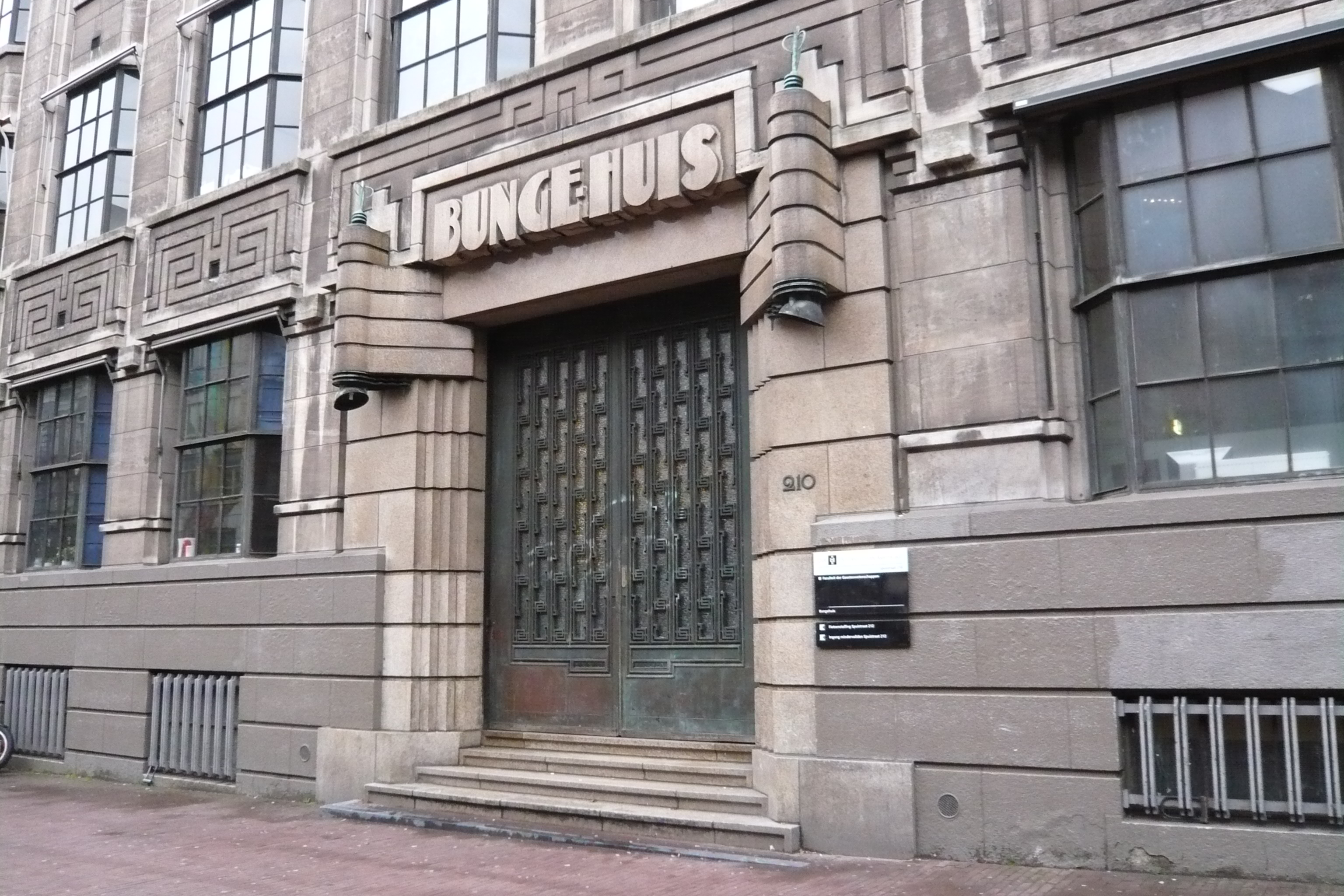
Ingang van het Bungehuis aan de Spuistraat; 2011.

Het Bungehuis is een monumentaal kantoorpand aan de Spuistraat, dat dateert uit 1934. Het pand was lange tijd in gebruik bij de Universiteit van Amsterdam die er verschillende onderdelen van de faculteit Geesteswetenschappen had ondergebracht.

## Geschiedenis
Het Bungehuis kwam in 1932-1934 tot stand als handelskantoor, gebouwd in opdracht van C. Hirschler, directeur van N.V. Bunge's Handelmaatschappij. Het ontwerp is in de stijl van het functionalisme. Het gebouw is aan drie zijden vrijgelegen en wordt begrensd door de Paleisstraat, Spuistraat en het Singel.
Om plaats te maken voor het betonskelet van het nieuwe gebouw moesten twintig huizen afgebroken worden. De eerste ontwerper van het gebouw was A.D.N. van Gendt, maar toen bij diens overlijden in 1932 het gebouw nog niet gereed was, werd W.J. Klok aangesteld om het project te voltooien. Het idee dat Julius Carl Bunge (bouwheer van het landhuis Kareol) nog bij de bouw betrokken was is onjuist. Hij verkocht zijn aandeel in de fa. Bunge in 1922 dat sindsdien een N.V. was. Hij had dus geen invloed op de vormgeving, die strakke vormen 'zonder versieringen van sculptuur of schilderwerk' vertoonde.

### Universiteit van Amsterdam
In 1971 werd het Bungehuis gehuurd door de Universiteit van Amsterdam voor de (toenmalige) Letterenfaculteit. Het was echter niet de bedoeling dat het een blijvende oplossing zou bieden, want daarvoor was een groot pand op Uilenburg bij de IJtunnel bedoeld. Toen echter van de koop van dat pand werd afgezien in 1974, werd het Bungehuis definitief aangekocht.
In het gebouw waren onder andere de onderwijsbalie voor de talenopleidingen te vinden, het buitenlandinformatiecentrum, verschillende kantoren en enkele collegezalen. Het Bungehuis bevindt zich op een steenworp afstand van het P.C. Hoofthuis, dat voor soortgelijke functies wordt gebruikt door de Faculteit der Geesteswetenschappen. De universiteit wilde beide gebouwen afstoten en verkopen aan beleggers.
Vanaf 13 februari 2015 werd het Bungehuis gedurende elf dagen bezet door studenten die protesteerden tegen bezuinigingsmaatregelen en het beleid van de Universiteit van Amsterdam. Op 24 februari werd het gebouw door de politie ontruimd.

### Sociëteit
In februari 2015 werd het Bungehuis verkocht aan belegger Aedes Real Estate, dat het pand later verhuurde aan Soho House, een exclusieve sociëteit met, naast een openbaar restaurant, onder meer 79 hotelkamers, een sauna en een zwembad op het dak. De sociëteit opende op 30 juli 2018.